# Qebehsenuf
Qebehsenuf (IPA: Kˀɜ: bɜ̃ ʃe: nʉɸ) è una divinità egizia appartenente alla religione dell'antico Egitto, uno dei figli di Horo e quindi fratello di Imset, Damutef e Hapi.
| W15 | T22 | Z2 · I9 | A40 |

| W15 | T22 | Z2 · I9 | A40 |

## Mitologia
Era un dio funerario. È raffigurato con la testa di falco e preposto alla protezione degli intestini con l'aiuto della dea Serket. Il suo punto cardinale è l'Ovest.

## Altri nomi
- Qebeshenuf
- Qebeshenuef